# 오자키 미나미
오자키 미나미(尾崎南, 1968년 2월 27일 ~ )는 일본의 여성 만화가이다. 가나가와현에서 태어났다. 1984년부터 1986년 9월까지 동인지에 미나미 료(南亮)라는 필명을 사용하였고, 1986년 10월부터 필명을 오자키 미나미로 바꾸었다. 미나미는 이름이 아니라 성이지만 오자키 유타카를 동경했기 때문이었다. 몇몇 동인지에 히메무로 미나미(姫室ミナミ)라는 필명을 사용하기도 하였다.

## 작품 활동
1986년부터 동인 활동을 시작하였다. 1987년 동인 서클 가렛카(彼烈火)를 만들어 《날아라 캡틴》의 패러디 만화를 그렸다. 가렛카는 매달 두꺼운 동인지를 내는 인기 서클이었다. 1988년 12월 서클이 해산되고 개인 서클 怒惡流(Club Doll)에서 활동하였다. 1995년 8월부터 개인 서클 Kreuz에서 활동하고 있다.
1988년 동인계의 인기 작가를 모아 발행한 《별책 파후》에 〈충성의 증거(忠誠のあかし)〉를 발표하면서 데뷔하였다. 1989년 슈에이샤의 소녀 만화 잡지 《마가렛》 6호에 단편 〈쓰리 데이즈(3DAYS)〉을 게재하고 《마가렛》 17호부터 《절애 -1989-(絶愛-1989-)》를 연재하기 시작하였다. 《절애》는 5권으로 완결되었으나 이야기는 후속작 《브론즈(BRONZE zetsuai since 1989)》로 이어지고 있다.

## 작품 목록

### 연재작
| 제목                                  | 연재 잡지  | 연재 기간 | 출판사   | 권수 | 비고          |
| ------------------------------------- | ---------- | --------- | -------- | ---- | ------------- |
| 절애 -1989-(絶愛-1989- 제쓰아이[*])》 | 마가렛     | 1989년 ~  | 슈에이샤 | 5권  | 문고판 3권    |
| 배드 블러드(Bad Blood)                |            |           | 슈에이샤 | 1권  | 브론즈 시리즈 |
| 브론즈(BRONZE zetsuai since 1989)     | 《마가렛》 |           | 슈에이샤 | 14권 |               |

### 단편
| 제목                                         | 발표 잡지 | 발표 연 |
| -------------------------------------------- | --------- | ------- |
| 충성의 증거(忠誠のあかし 추세이노 아카시[*]) | 별책 파후 | 1988년  |
| 쓰리 데이즈(3DAYS)                           | 마가렛    | 1989년  |

### 일러스트집
| 제목              | 출판사       | 출판 년도 |
| ----------------- | ------------ | --------- |
| ZODIAC-聖獣伝説-  | 슈에이샤     | 1991년    |
| GOD-偶像破壊主義- | 슈에이샤     | 1992년    |
| Neo-egoism        | 가쿠슈켄큐샤 | 1993년    |

### 그 외
| 제목                             | 출판사   | 출판 년도 | 비고                                        |
| -------------------------------- | -------- | --------- | ------------------------------------------- |
| 별책 파후 -미나미-(別冊ぱふ-南-) | 잣소샤   | 1994년    | 오자키 미나미 완전 특집호(尾崎南完全特集号) |
| 아니메 무크(アニメムック)        | 슈에이샤 | 1997년    | OVA 브론즈 무크                             |

## 참고 문헌
- 리브로 일본작가 오자키 미나미[깨진 링크(과거 내용 찾기)]
- http://www.zetsuai.eu/Ozaki/minami.php?sp=en